# Кодочиги (Тонкинский район)
Кодочиги — деревня в Тонкинском районе Нижегородской области. Входит в сельское поселение Вязовский сельсовет.

## География
Находится на расстоянии примерно 11 километров по прямой на восток от районного центра поселка Тонкино.

## История
Известна с 1891 года, когда в ней было учтено дворов 17 и жителей 110, в 1905 году 28 и 161 соответственно. В те года был в деревне распространен извозный промысел. В 1926 было учтено дворов 35 и жителей 213.

## Население
Постоянное население составляло 258 человек (русские 83 %) в 2002 году, 242 в 2010.